# Tranås BoIS Fotboll
Denna artikel handlar on Tranås BoIS Fotboll. För bandysektionen, se Tranås BoIS.
Tranås BoIS var en fotbollsföreningen från Tranås i Småland (F-län). Föreningen utgjorde fotbollssektionen inom den ännu aktiva föreningen Tranås BoIS från dess grundande 1941 (genom sammanslagning av Tranås IK från 1930 och Tranås SK från 1931) fram till dess sammanslagning med fotbollssektionen i Tranås AIF 1997 till Tranås FF.
Från och med säsongen 1953/1954 spelade BoIS i tredje, fjärde eller femte högsta divisionen fram tills föreningens sista säsong 1996. Lagets främsta merit var spel i gamla division III, motsvarande dagens Ettan, i 21 säsonger 1959-1986. Lagets sista säsong, 1996, slutade med en tionde plats i division IV Småland nordöstra och nedflyttningskval och nedflyttning till division V.